# Salman bin Abd al-Aziz bin Salman Al Sa'ud
Salmān bin ʿAbd al-ʿAzīz bin Salmān Āl Saʿūd (in arabo االأمير سلمان بن عبدالعزيز بن سلمان آل سعود‎?; Riad, 24 luglio 1980) è un principe, imprenditore e collezionista d'arte saudita, membro di un ramo cadetto della famiglia reale Āl Saʿūd.

## Primi anni di vita e formazione
Salman nacque a Riad nel 1980 ed è figlio del principe Abd al-Aziz bin Salman bin Muhammad Al Sa'ud e della principessa Nouf bint Abd Allah bin Abd al-Rahman Al Sa'ud. È stato educato presso la scuola Najad della capitale e si è laureato in legge all'Università Re Sa'ud. Ha frequentato un programma post laurea all'Università di Oxford e ha conseguito un master in diritto internazionale presso l'Università San Clemente. In seguito ha conseguito il dottorato di ricerca in diritto internazionale presso l'Università Paris IV: Paris-Sorbonne. La sua tesi di dottorato è stata pubblicata in francese ed è intitolata "Problèmes de base du droit des entreprises en difficulté: Etude comparée droit français-droit saoudien". Parla correntemente l'arabo, l'inglese e il francese.

## Attività
Salman è il fondatore di "The Visionary Movers Club". Il club ha lo scopo di riunire i giovani leader di tutto il mondo in un'unica piattaforma per condividere conoscenze, idee e informazioni, per costruire reti e connessioni, per favorire i rapporti significativi e facilitare lo scambio interculturale. Ha partecipato a vertici internazionali per i diritti umani promossi dalle Nazioni Unite e dall'UNESCO.

## Collezione d'arte e altre passioni
Il principe ha una vasta collezione di opere d'arte che raccoglie opere provenienti da tutto il mondo e dal valore di diversi milioni di dollari.
Sostiene attivamente il Musée d'art moderne de la Ville de Paris.
È anche un appassionato di orologi e regolarmente acquista pezzi di lusso come Richard Mille, Rolex e Breguet.
Salman è anche appassionato di corse di cavalli, falconeria e corse di dromedari. Sostiene il premio annuale di una corsa di cavalli a Riad e ha organizzato la prima corsa di cammelli in Europa tenutasi a La Roche-Posay nel 2011.

## Affari
Il principe Salman nel 2015 ha fondato Buonasera Ltd, una società di aviazione privata. È amministratore delegato della società. È socio di imprese petrolifere e di costruzione all'interno del regno e in diversi altri paesi.

## Patrimonio
È uno dei più giovani miliardari del mondo. Nel novembre del 2015 il suo patrimonio è stato stimato sui 2,7 miliardi di dollari.

## Premi
Il principe Salman ha ricevuto diversi premi e medaglie da diversi paesi e organizzazioni. Ha ricevuto la medaglia della Presidenza della Repubblica Italiana e la medaglia della Legion d'Onore francese nel 2012. Altri premi includono la Medaglia della Camera di Commercio di Francia (nel 2012), la Medaglia della città di La Rochelle, la Medaglia del Comune di Firenze (nel 2013) e il St. Georgs Orden del SemperOpernball di Dresda (nel 2017).